# Wymuszone rozpraszanie Brillouina
Wymuszone rozpraszanie Brillouina – zjawisko polegające na oddziaływaniu fal świetlnych i dźwiękowych w światłowodzie. Powoduje przemianę częstotliwości i odwrócenie kierunku rozchodzenia się fali świetlnej. Padająca fala świetlna zamieniana jest na falę Stokesa o większej długości, jednocześnie wzbudzany jest fonon akustyczny. Mechanizm jest więc dosyć podobny do wymuszonego rozpraszania Ramana.